# Östra Nyasen
Östra Nyasen är en sjö i Ovanåkers kommun i Hälsingland och ingår i Ljusnans huvudavrinningsområde. Sjön är 11,3 meter djup, har en yta på 0,205 kvadratkilometer och befinner sig 206,1 meter över havet.

## Delavrinningsområde
Östra Nyasen ingår i det delavrinningsområde (680794-150677) som SMHI kallar för Utloppet av Vägnan. Medelhöjden är 204 meter över havet och ytan är 17,01 kvadratkilometer. Räknas de 375 avrinningsområdena uppströms in blir den ackumulerade arean 2 642,67 kvadratkilometer. Voxnan som avvattnar avrinningsområdet har biflödesordning 2, vilket innebär att vattnet flödar genom totalt 2 vattendrag innan det når havet efter 82 kilometer. Avrinningsområdet består mestadels av skog (66 procent) och jordbruk (12 procent). Avrinningsområdet har 1,78 kvadratkilometer vattenytor vilket ger det en sjöprocent på 10,5 procent.